# فرودگاه گراتس
فرودگاه گراتس (به انگلیسی: Graz Airport) (به زبان بومی: Flughafen Graz-Thalerhof) یک فرودگاه همگانی با کد یاتا GRZ است که یک باند فرود چمن دارد و طول باند آن ۶۴۰ متر است. این فرودگاه در شهر گراتس کشور اتریش قرار دارد و در ارتفاع ۳۴۰ متری از سطح دریا واقع شده‌است.

## شرکت‌های هواپیمایی و مقصدهای پروازی

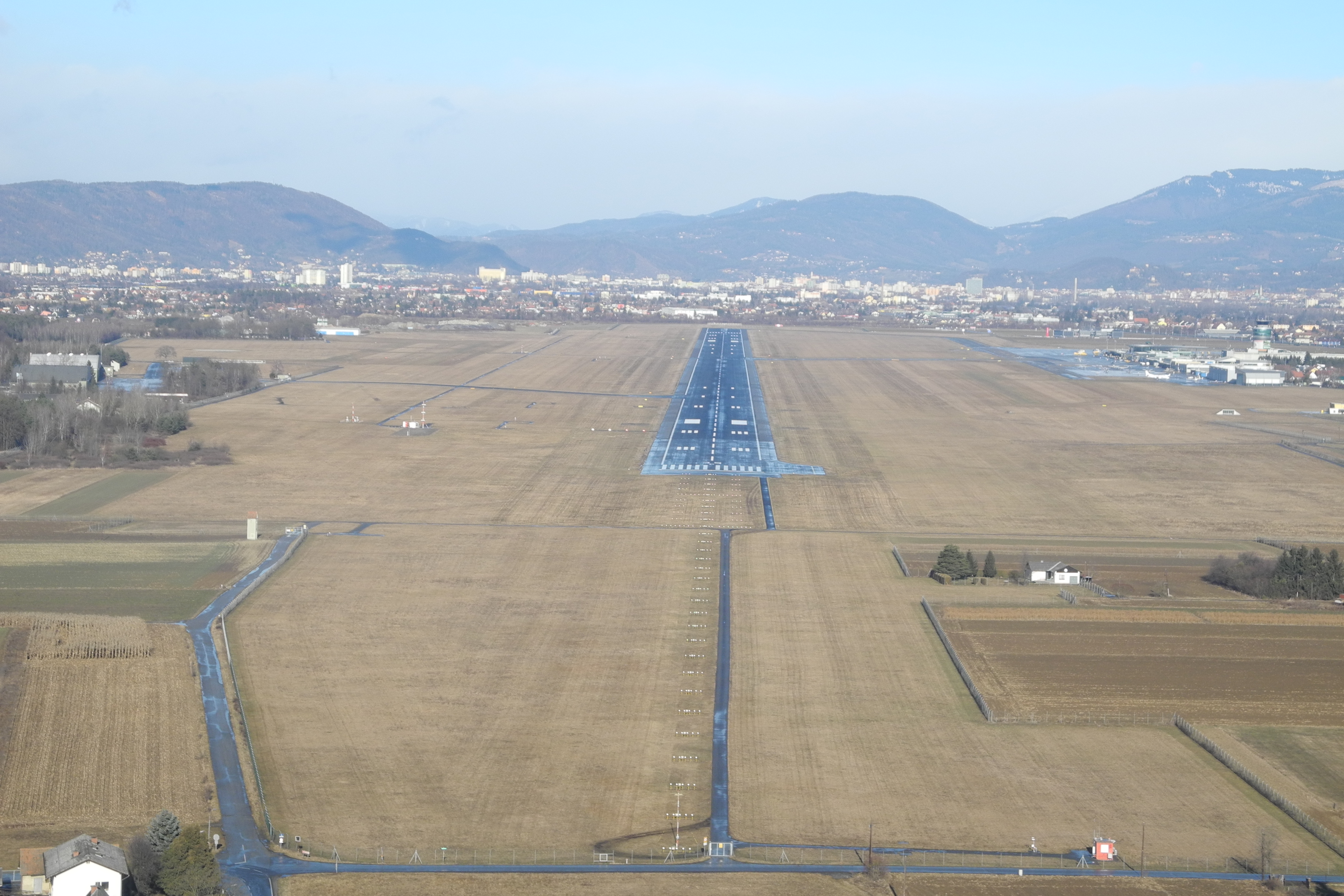
Aerial overview of Graz Airport

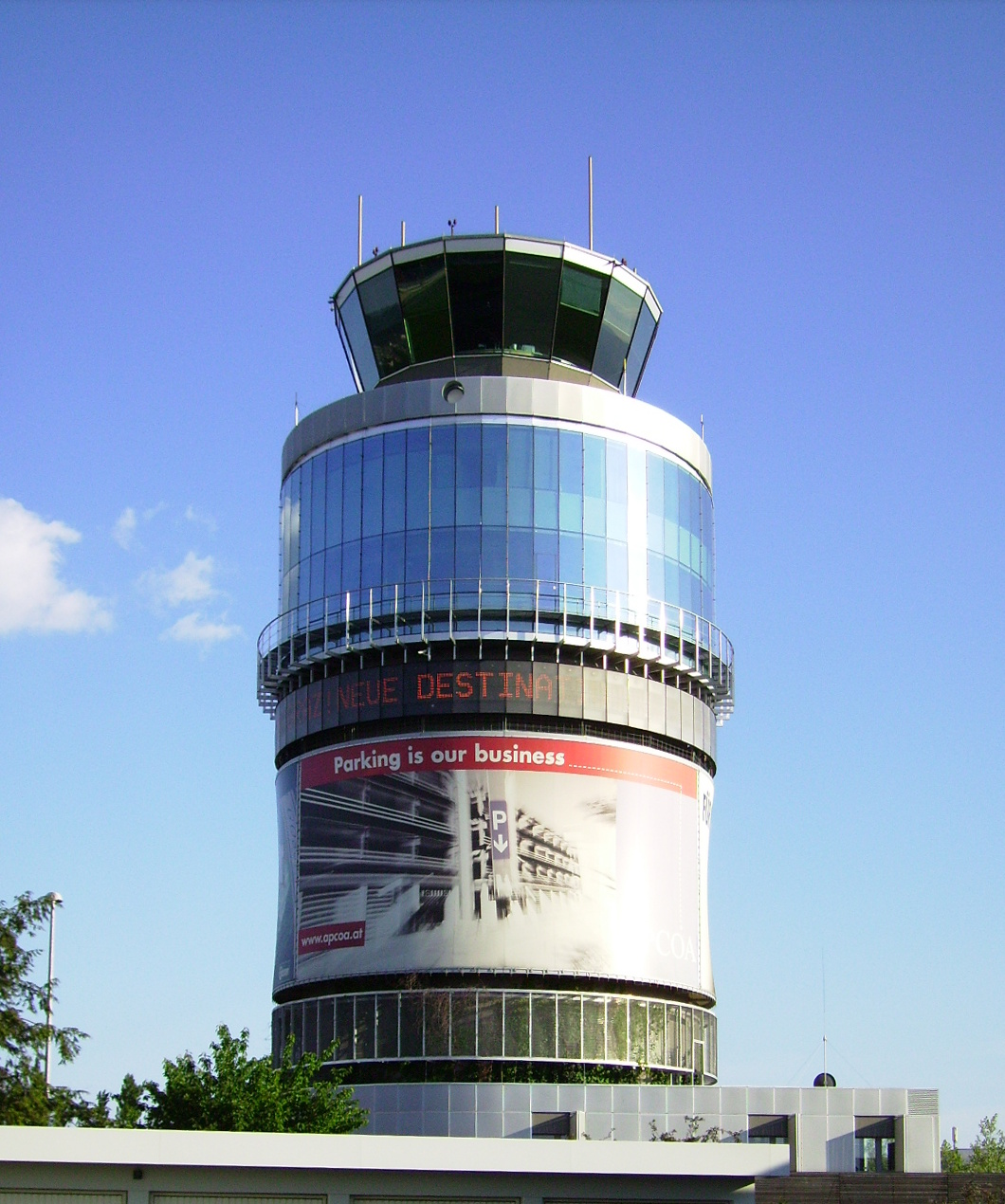
Control tower

The following airlines offer regular scheduled and charter flights at Graz Airport:
| شرکت‌های هواپیمایی                                    | مقصدهای پروازی |
| ---------------------------------------------------- | --- |
| آدریا ایرویز                                         | Seasonal charter: سفلوونیا |
| ایر قاهره                                            | غردقه، مرسی عالم |
| آسترا ایرلاینز                                       | Seasonal charter: Paros، سالونیک |
| آسترین ایرلاینز                                      | دوسلدورف، فرانکفورت، اشتوتگارت، وین چارتر فصلی: خانیا، کورفو، هراکلین، جزیره کوس، ناپل، رود، ملی جزیره اسکیاتوس، ملی سادورینی، زاکینثوس |
| بی‌ام‌آی رجیونال                                       | بیرمنگام |
| بلغارین ایر چارتر                                    | چارتر فصلی: بورگاس |
| هواپیمایی کرواسی                                     | چارتر فصلی: بول |
| یورو وینگز                                           | فصلی: پالما د مایورکا |
| FlyEgypt                                             | چارتر فصلی: غردقه |
| کاال‌ام اجرا توسط کی‌ال‌ام سیتی‌هاپر                     | اسخیپول آمستردام |
| لوفت‌هانزا رجینال اجرا توسط لوفت‌هانزا سیتی‌لاین        | مونیخ |
| نیکی لوفت‌فارت                                        | پالما د مایورکا |
| Small Planet Airlines                                | Seasonal charter: رود، هراکلین |
| سان اکسپرس                                           | آنتالیا |
| سوئیس اینترنشنال ایرلاینز اجرا توسط آسترین ایرلاینز  | زوریخ |
| سوئیس اینترنشنال ایرلاینز اجرا توسط Helvetic Airways | زوریخ |
| ترکیش ایرلاینز                                       | آتاترک |